# Ид Ках

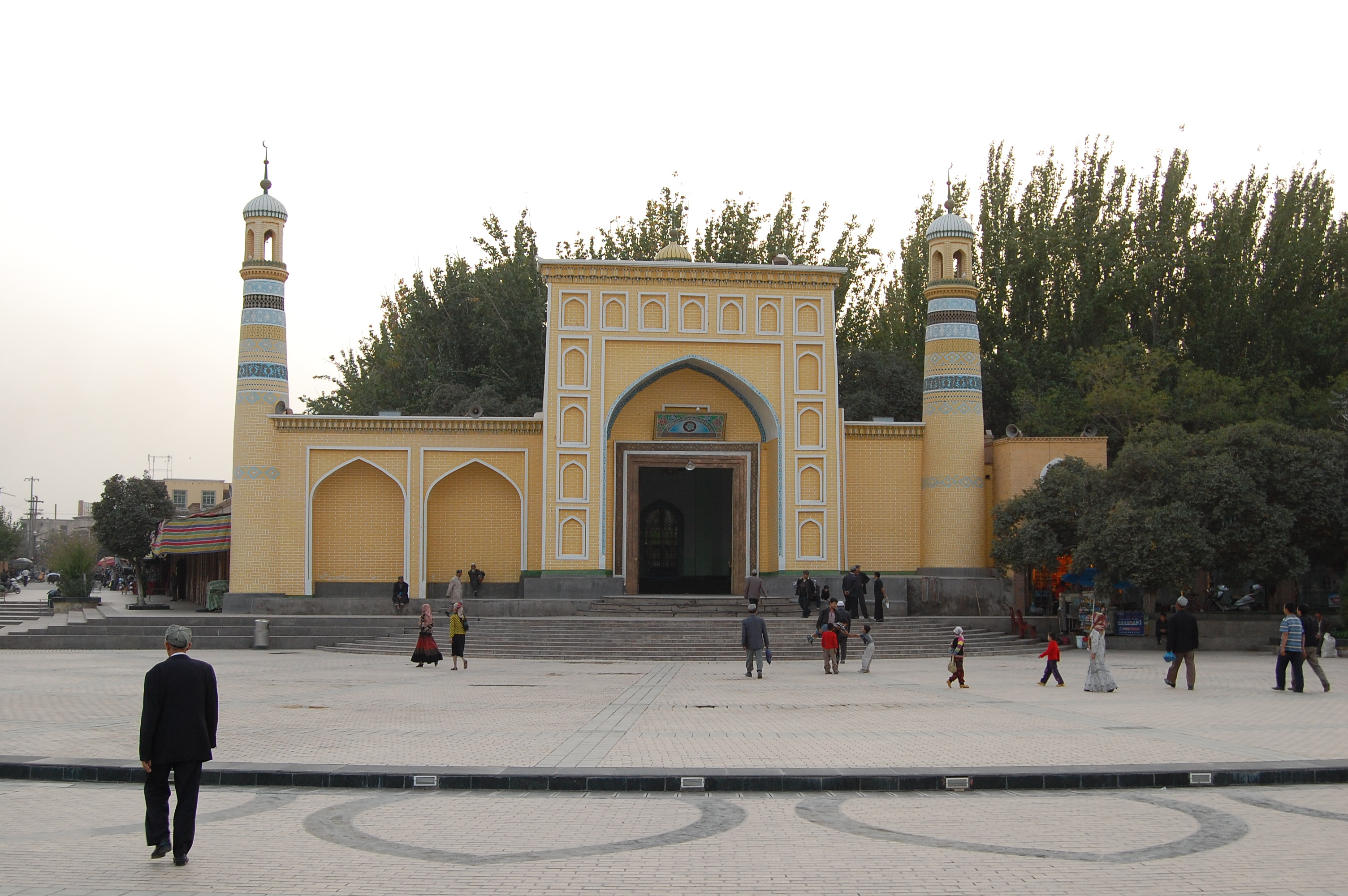
Мечеть Ид Каха в Кашгаре в 2009 году.

Ид Ках (Праздничная, на перс. عیدگاه‎ эйд (ид) — "праздник", гах — "место", уйг. ھېيتگاھ مەسچىتى‎, Hëytgah Meschiti) — самая большая мечеть в Китае. Расположена на центральной площади населённого уйгурами-мусульманами города Кашгар.
Имеет площадь в 16 800 м² и вмещает до 20 000 молящихся.
Построена в 1442 г., хотя наиболее древние участки можно отнести к IX—X вв. Впоследствии расширялась и перестраивалась.
Имеет ворота из жёлтого кирпича с вставками из гизума.